# Bronzetür des Augsburger Domes

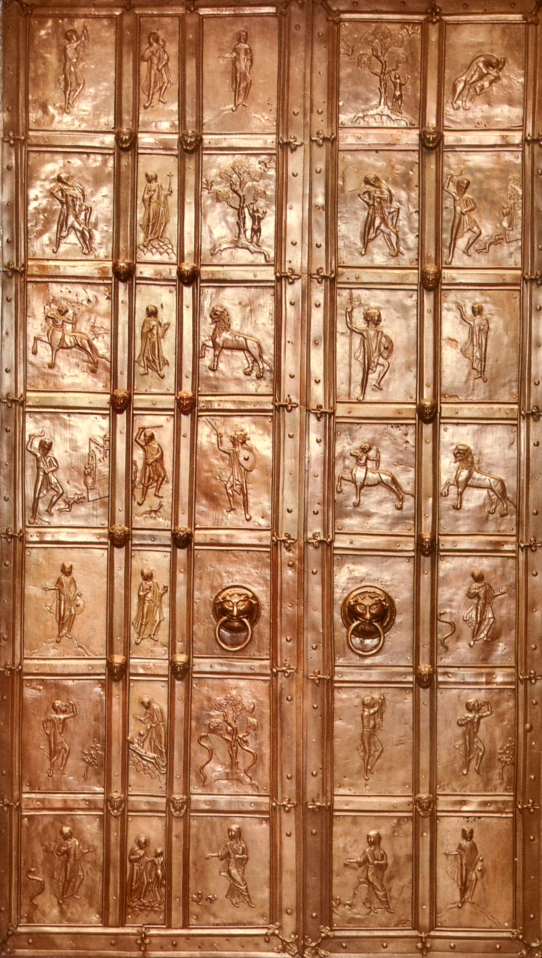
Das alte Bronzeportal aus der Zeit um 1006

Die alte Bronzetür des Augsburger Doms ist eines von 12 bedeutenden romanischen Bronzeportalen Europas und zählt zu den besten Zeugnissen mittelalterlicher Gießkunst nördlich der Alpen.

## Das alte Bronzeportal
Um das Portal vor weiterer Zerstörung durch Luftschadstoffe zu schützen, wurde es 2002 ausgebaut und in das Augsburger Diözesanmuseum St. Afra verbracht. Ende 2004 konnte die Restaurierung abgeschlossen werden. Seit 2018 zählt das Portal zu den 100 Heimatschätzen Bayerns.
Die ungleich großen Türflügel sind mit 35 gegossenen Bronzereliefs geschmückt und zusammen mit der Bernwardstüre von 1015 im Hildesheimer Dom eines der ältesten Bronzeportale mit figürlichen Darstellungen. Das Augsburger Bronzeportal wurde wahrscheinlich für den 995 bis 1006 neu erbauten ottonischen Dom geschaffen. Ursprünglicher Standort war vielleicht die Ostseite, da sich hier ein großer Vorhof befand.
Das Augsburger Bronzeportal hat Ähnlichkeiten mit italienischen und byzantinischen Bronzetüren. Der Auftraggeber besaß detaillierte Vorstellungen von ähnlichen byzantinischen Türen. Die inhaltliche Bedeutung ist aufgrund fehlender Teile nur schwer deutbar. Am ehesten erschließt sich die Bedeutung vor dem Hintergrund christlicher Symbolik: die Kirchentüre als Grenze zwischen irdischer Welt und himmlischem Paradies, die nur dem Gerechten Eintritt gewährt und den Unwürdigen abweist, durch die aber Christus selbst die Gläubigen und reuigen Sünder zum ewigen Leben führt – umlagert von bösen Mächten, die erfolglos diese Grenze zu überwinden suchen und als Warnung für die Gläubigen dienen. Das typologisch-heilsgeschichtliche Programm der antikisch anmutenden Platten stellt den Kampf zwischen Sünde und Erlösung dar. Die Einzeldarstellungen stammen aus drei thematischen Bereichen: Genesis mit Erschaffung des Menschen und Sündenfall, weiteren Büchern des Alten Testaments mit als Vorläufer Christi geltenden Personen (Mose, Aaron, Samson, David) und schließlich mittelalterlicher Tiersymbolik (Löwe, Bär, Kentaur, Vögel, Hühner). Auch Monats- und Jahreszeitdarstellungen sowie Sternbilder werden zur Deutung herangezogen.

### Detailansichten

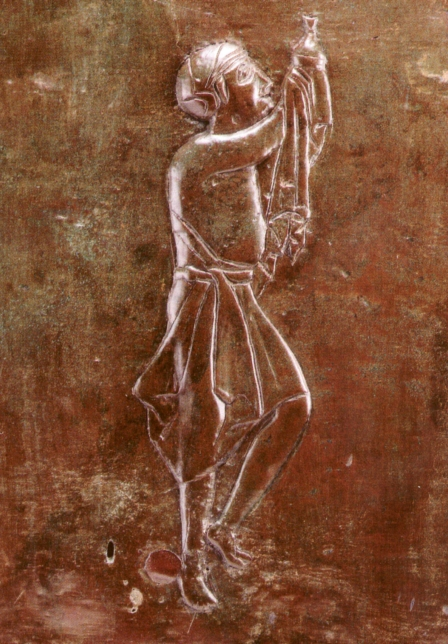
Mann mit verhüllten Händen und Gefäß
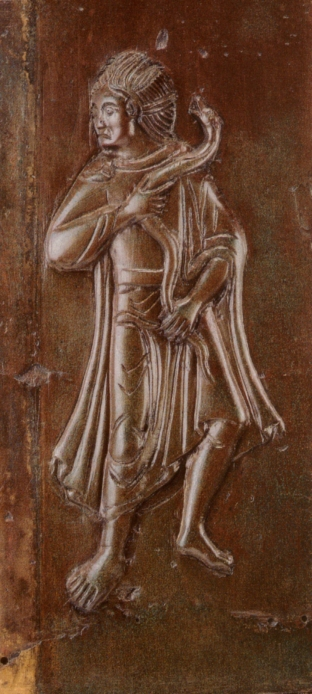
Schlange wandelt sich in Moses Stab zurück
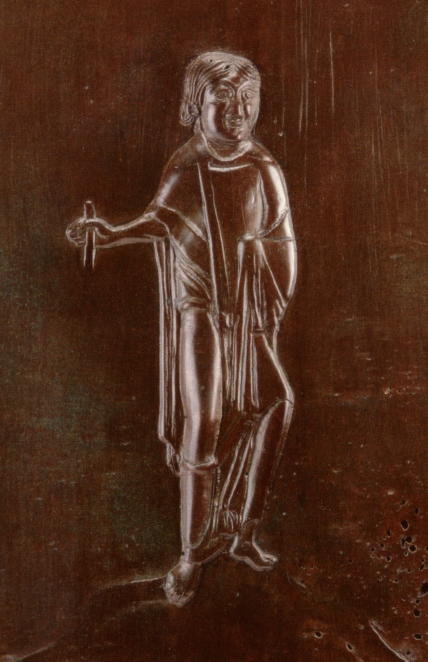
Mann mit ungedeutetem Gegenstand
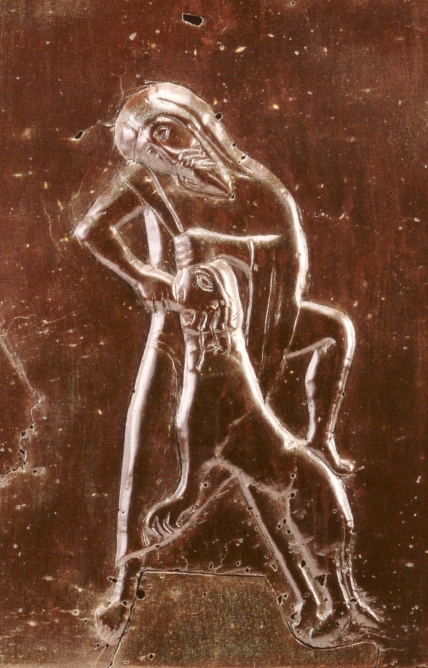
Samson kämpft gegen den Löwen
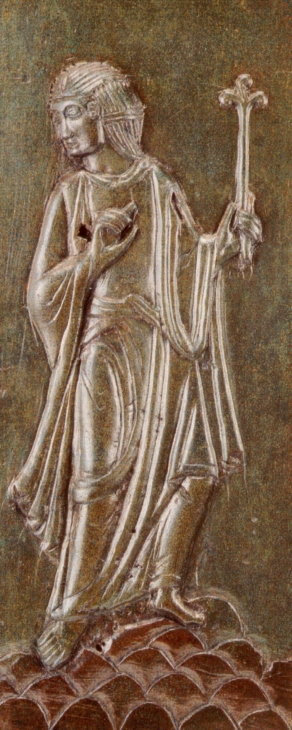
Aaron mit dem blühenden Stab
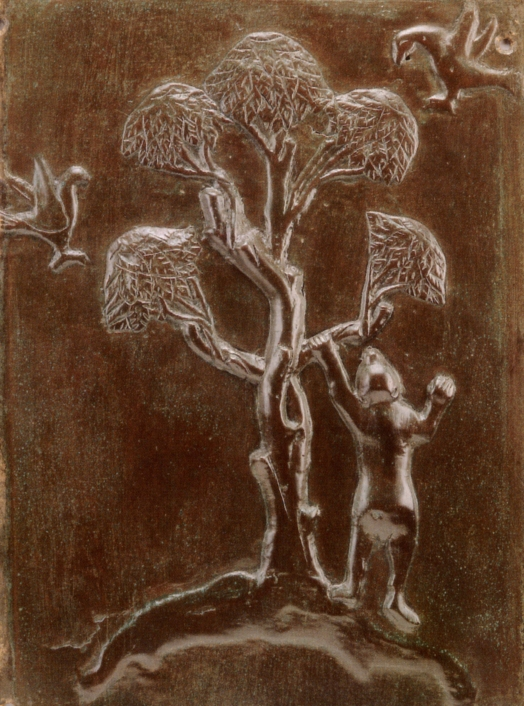
Baum mit Bär und Vögeln
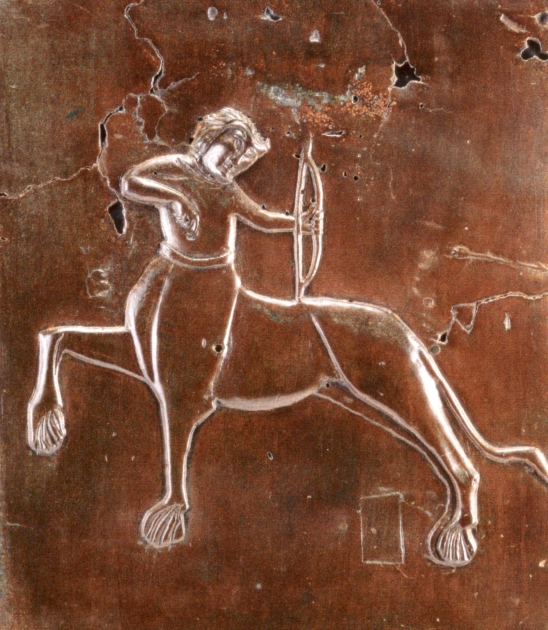
Kentaur
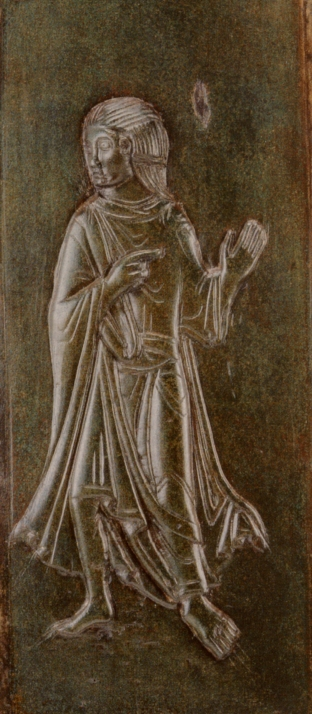
Moses mit der aussätzigen Hand
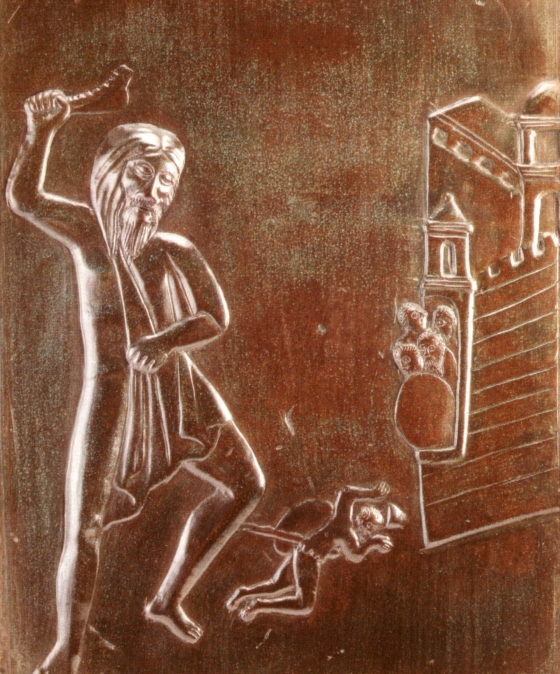
Samson kämpft gegen die Philister
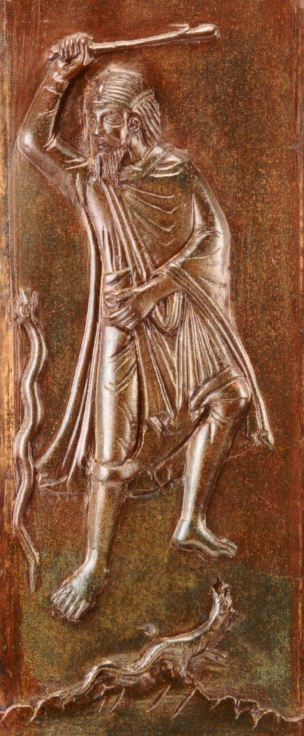
Aron wirft seinen Stab zu Boden, der sich in eine Schlange verwandelt
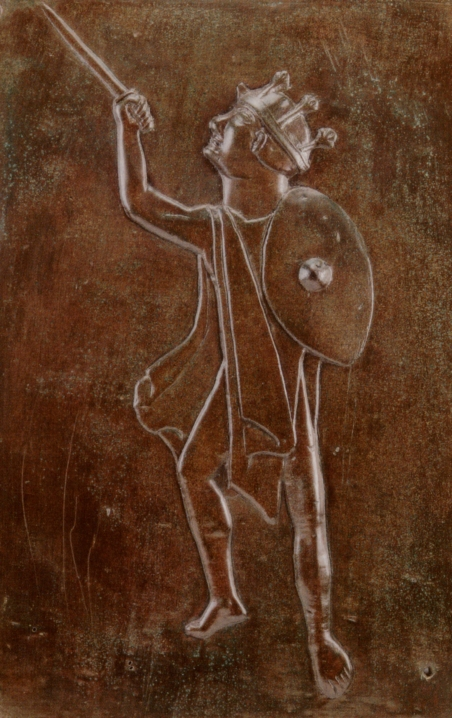
Krieger mit Schwert und Schild
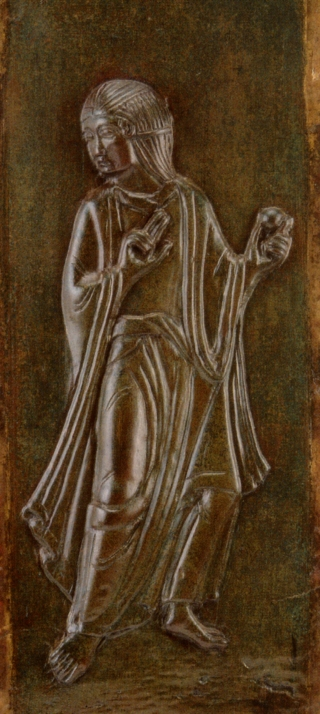
Mann mit Kugel
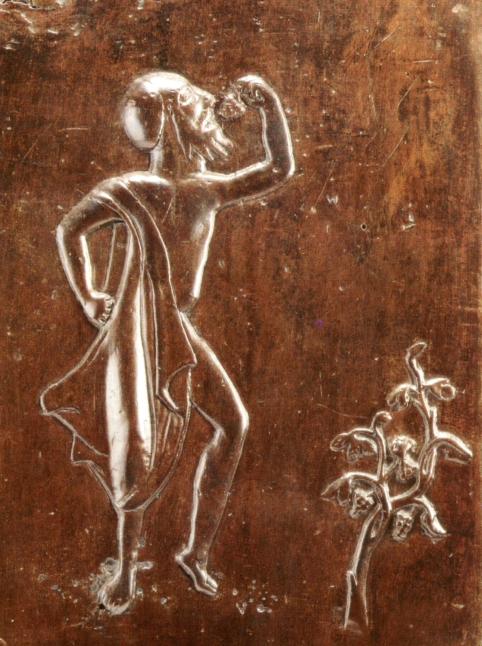
Traubenesser
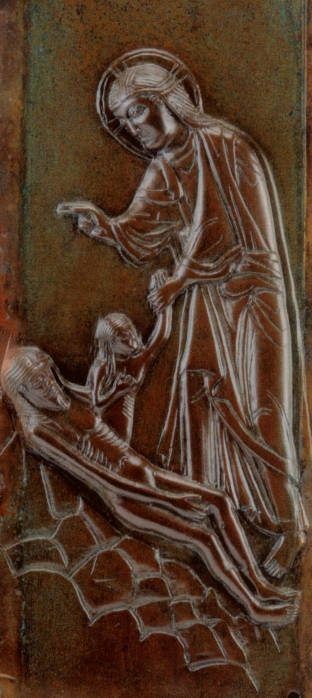
Erschaffung Evas
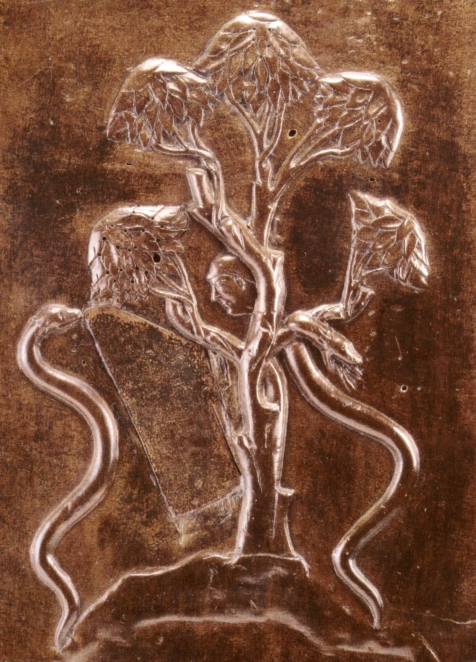
Baum mit zwei Schlangen und Kopf
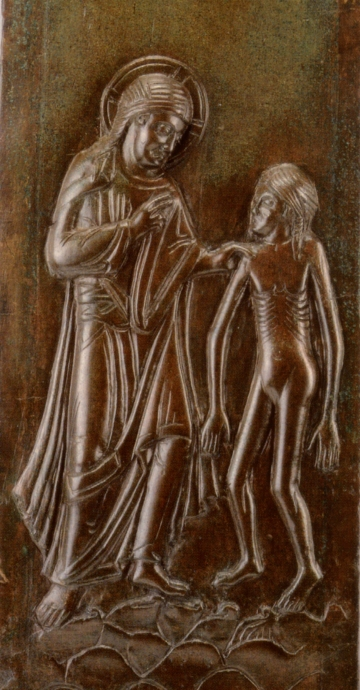
Beseelung Evas
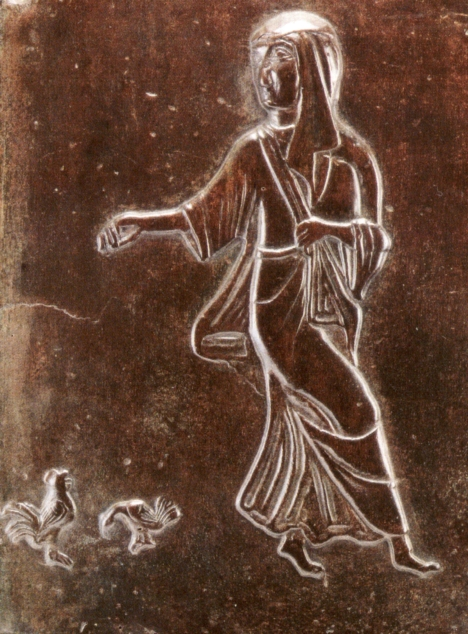
Hühnerfütternde Frau
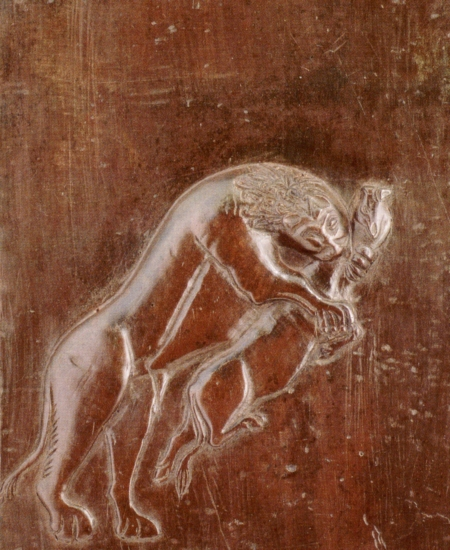
Löwe schlägt Beutetier
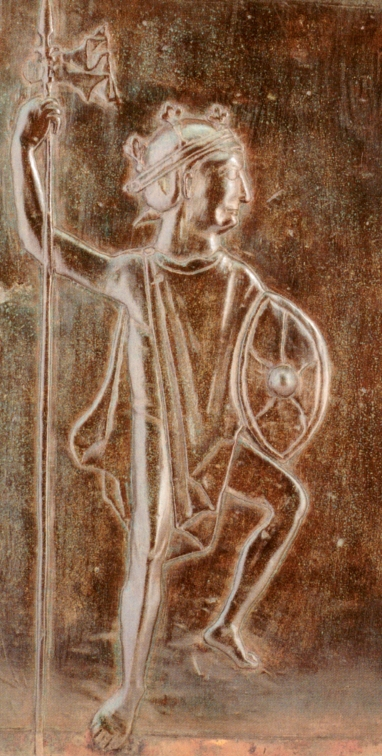
Krieger mit Lanze und Schild
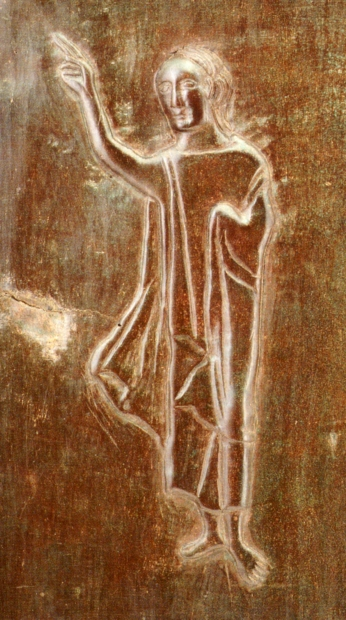
Prophet
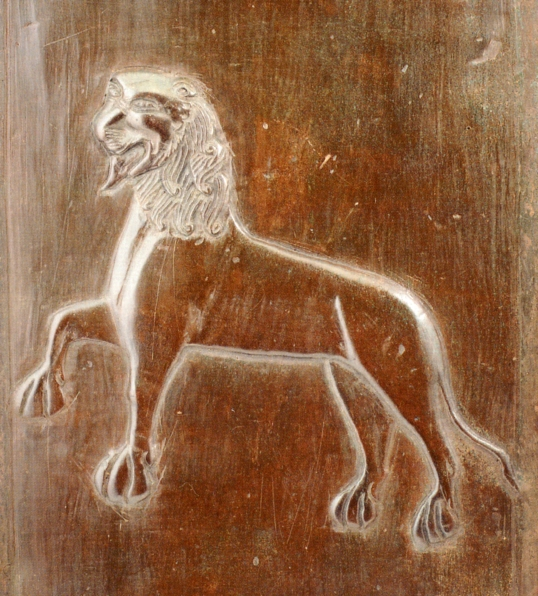
Löwe
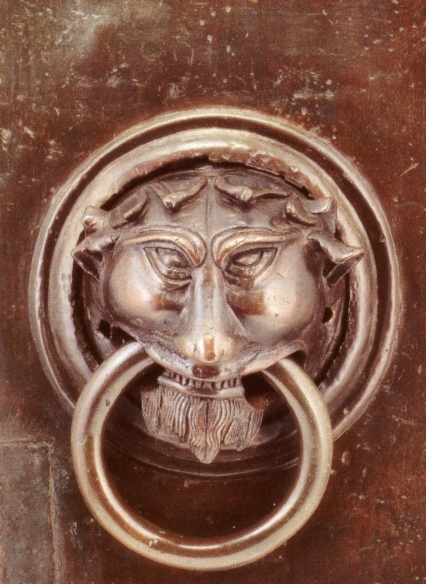
Löwenkopf als Gnadenring und Türzieher
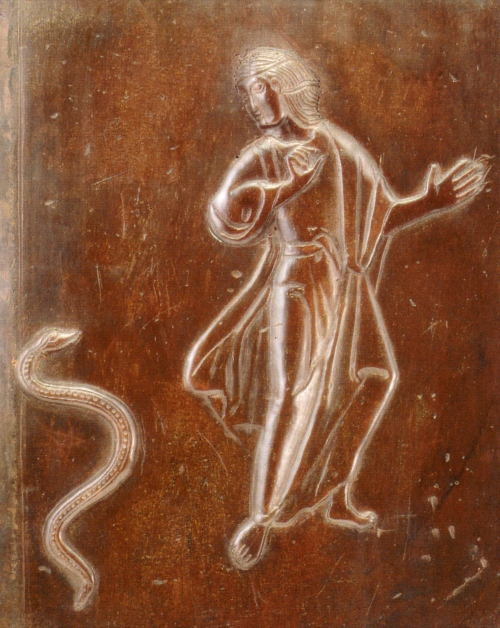
Moses flieht vor der Schlange
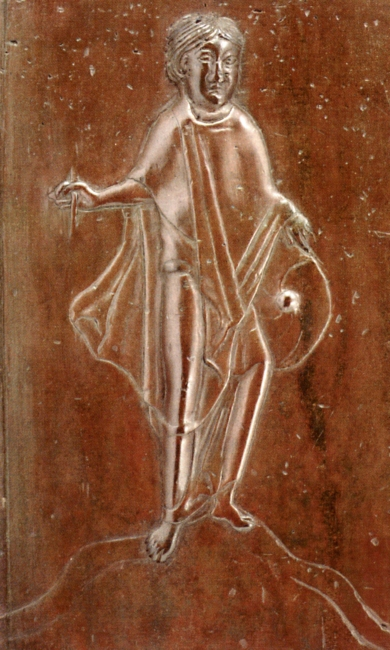
Mann mit Schild und ungedeuteten Gegenstand

## Das neue Bronzeportal

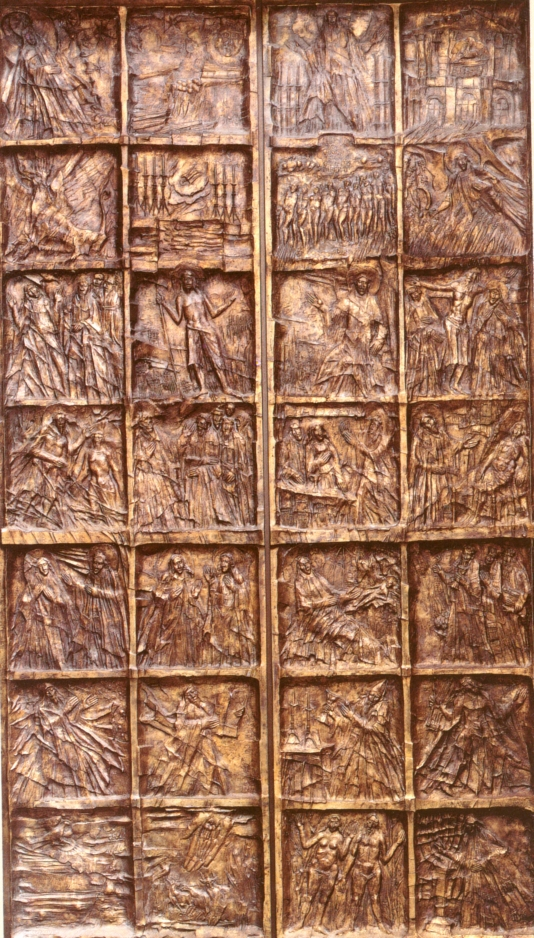
Das neue Bronzeportal von 2000

Die Domsüdseite erhielt im Jahre 2000 (Heiliges Jahr) anstelle der romanischen Bronzetüre eine neue Portaltüre. Der Münchner Bildhauer Max Faller schuf im Auftrag des Domkapitels eine Domtüre mit 28 Bronzereliefs biblischer Verkündigung. Thema ist Gottes Schöpfung, die durch die Leben spendende Wirkung des Hl. Geistes vollendet wird (Joh 10,9 ). Von den Weissagungen des Alten Testaments und seiner markantesten Gestalten wie dem Stammvater Abraham und Mose bis zur Erfüllung aller Prophetie in Christi Kreuzigung und Auferstehung, entstand mit diesem Werk eine Bilderbibel in der Tradition der klassischen bibla pauperum (Armenbibel).